# Dendrocerus zoticus
Dendrocerus zoticus är en stekelart som beskrevs av Paul Dessart 1995. Dendrocerus zoticus ingår i släktet Dendrocerus och familjen trefåresteklar. Inga underarter finns listade i Catalogue of Life.